# Brostugan, Flemingsberg

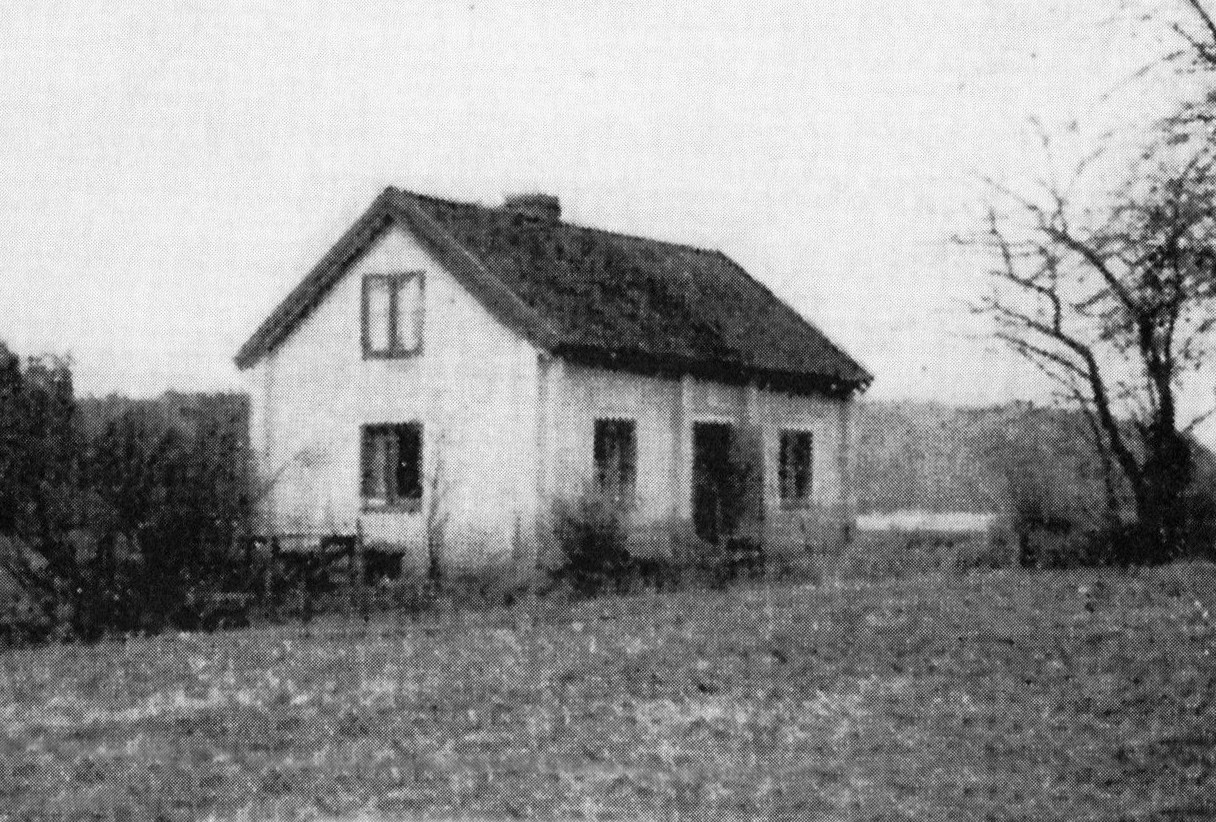
Brostugan, troligen 1940-tal.

Brostugan var ett dagsverkstorp beläget vid Flemingsbergsvikens innerst del i Huddinge socken, dagens Huddinge kommun, Stockholms län.

## Namnet

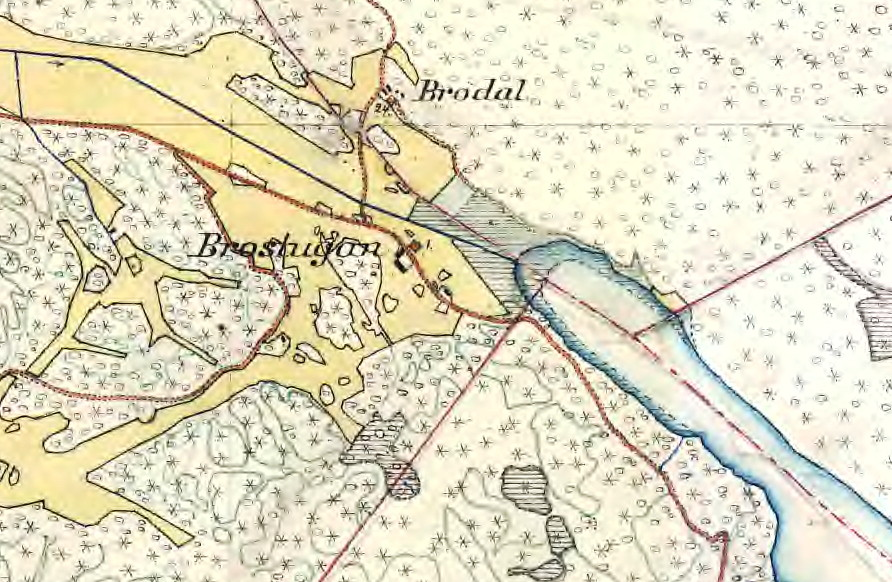
Brostugan, Flemingsberg, 1900.

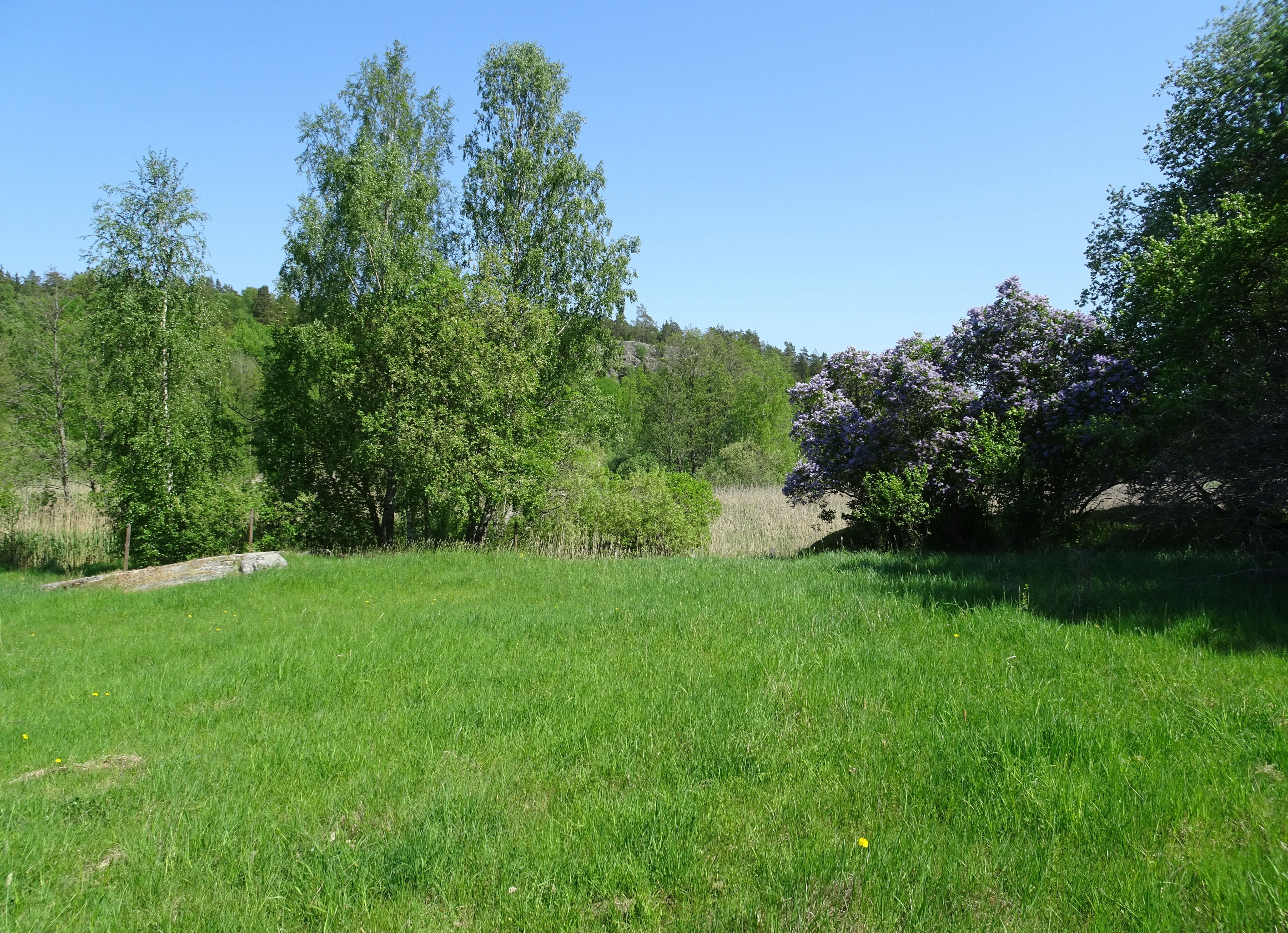
Brostugans torpplats i maj 2018.

Namnet härrör från den bro och vägbank som här gick över Flemingsbergsviken. Här fanns även ett vägskäl för Gamla sockenvägen Flemingsberg – Lissma där den delade sig i en gren mot norr och Huddinge kyrka och mot väster och öster mot Flemingsbergs gård respektive Stensättra gård.

## Historik
Torpet finns upptaget i husförhörslängd från 1689 och låg då under Flemingsbergs gård. För att få nyttja torpet och bruka marken skulle torparen göra så kallade dagsverken vid gården. 1688 uppgick skyldigheten till 107 dagsverken per år. I mantalslängden från 1740 kallas stället Andersta Bro. 
På 1890-talet bodde torparen Per Gustav Andersson med hustru och fyra barn samt en piga på Brostugan. Sista torparen var Johan Severin Österberg (född 1861) och hans hushållerska Maria Carlsson (född 1862). 1921 avstyckades Brostugan från Flemingsberg och blev ett eget småbruk med åtta hektar odlingsbar mark och 18,7 hektar skog. 
På 1930-talet fanns på den lilla gården två hästar, två ungdjur, en gris och några höns. Bostadshuset låg norr om sockenvägen och ladugård med stall söder därom. På ekonomiska kartan från 1951 är Brostugan fortfarande redovisad men på kartan från 1981 (som bygger på flygfotografier från 1977) är bebyggelsen borta. Idag finns på torpplatsen en äng med en stor lönn, ett päronträd och några syrenbuskar. Marken ägs av Huddinge kommun.
Strax norr om Brostugan ligger det fortfarande bevarade Brodal. Även den har sitt namn efter bron. Brodal var också ett dagsverkstorp under Flemingsberg och omnämns första gången i ett fastebrev från 1674. På 1740 var Brodal ett frälse under Fullersta gård men avsöndrades i början av 1900-talet. Idag finns flera nyare byggnader invid den gamla stugan som är privatbostad.